# 大正九年
大正九年（たいしょうきゅうねん、本名：渡邊 一重（わたなべ ひとえ）、1978年（昭和53年）5月16日 - ）は、日本の音楽家。O型。静岡県沼津市出身。電子音楽プロデューサー。作詞・作曲からボーカル、編曲・打ち込み・サンプリングまで全て一人でこなしている。

## 特徴
制作方法は打ち込みを始めた当初から一切変わらず、ミュージックシーケンサーにサンプラー、シンセサイザー、レコーダー等を繋げ、打ち込みからボーカルの録音までしているという。楽曲は非常に繊細な打ち込みで編み出されており、幼く舌ったらずで可愛らしさとハスキーボイスが混ざったボーカルが奇妙なハーモニーを奏でる。歌詞は独特の世界観で破茶滅茶な言葉遊びと彼女のシャイな側面からか、理解に苦しむ場面も多いが、逆にそこから推測、イメージされるべき世界は無限に広がるものである。

## 人物
元々シャイで表に出る性格ではなかったらしい。インディーズ時代から楽曲提供を希望しており自身は裏方を希望していたらしいが、突飛な歌詞の彼女の楽曲を歌うことを全ての依頼人に拒否された為、已む無く自らボーカルも務めることになったという。ライヴ活動などを続けていくうちに次第にユーモラスな性格が突出し始めバンドマンに囲まれてひとり少女はライヴハウスで異彩を放っていた。一時期は飲酒しながら音を外しまくり歌詞を飛ばしていた。

## 来歴
幼少期からピアノ、ギターなどを習うも身にならず、楽譜が少し読める程度。小学生時代から即興での作詞作曲を行う。高校中退後、単身上京。ベーシストを目指すが挫折。その後テクノユニット「社会」を結成。メンバーと共に楽曲を作成。ライヴも意欲的に行う。史上最悪クソレーベルのコンピレーション・アルバムに参加。音楽性の違いから「社会」解散後はひとりで打ち込み宅録で楽曲を作成するようになり、ライヴも頻繁に行う。作成した多数の音楽を携えて、インディーズデビュー。アルバム『最新式ひるね百科』、『九階に在る食堂』をリリースする。
2002年、アルバム『KYU-BOX.』でバップよりメジャー・デビュー。メジャーから2枚のアルバムを発表した後、体調不良などのため、表立った音楽活動を停止する。
2005年、映画『タナカヒロシのすべて』に楽曲を提供。体調が回復した2011年以降、新たな作品発表に向けて徐々に活動を再開する。
2017年、10年ぶりとなる新シングル「ELECISH」をリリースすることを発表。

## 現在の活動
2021年、余命宣告より3年が経過しており、体調不良は続いているが、病名等は明かされていない。6月よりYouTubeでの動画投稿を開始。

## 作品

### オリジナル・アルバム
1. 最新式ひるね百科（1998年10月21日）
  1. ICE CITY 78'
  2. 驚き一発
  3. ベイベ
  4. 青春のしるし
  5. ロック魂
  6. 昔の話
  7. 野望の星
  8. ティーンエイジストーリー
  9. 会議でGO
  10. 小池の幽霊さん
  11. 目がハート
  12. マイエンジェル
2. 九階に在る食堂（2000年2月21日）
  1. 九年チャンネル
  2. お別れソング
  3. ジャズ喫茶
  4. ロイヤル一族
  5. バラバラ
  6. 緊張の夏
  7. リズミック少女
  8. キュービック
  9. パパパラブロマンス
  10. あんころもち食いてえな
  11. エレガール
  12. ベイベ
  13. 三拍子
  14. どどむ節
  15. フィールド オブ 秒
  16. 留守電老人
  17. 肥えだめ三人臭
  18. コドモそんぐ
  19. アングラ午後Tea
  20. Element Lince
  21. 三つの世界
  22. Requlity on the shatt
  23. タンケン九ちゃん
  24. りんりん論理
  25. やまねこ
3. 銀吟堂ミステリー（2001年4月27日）ミニアルバム
  1. 日本学
  2. ファンタジー・SF・ギャグ
  3. 拙者
  4. 失礼しましたプロポーズ
  5. 魚の雨やんだ
  6. 遊びに夢中な夜に☆☆☆☆☆☆☆
  7. ドロドロ
4. [KYU-BOX.]（2002年4月17日）カバーデザイン：奈良美智
  1. そこのそこ
  2. 二人占め
  3. 欲情科学
  4. 星空グラデーション
  5. サンビョウシ
  6. 金メダリスト
  7. なみだの利用法
  8. セレクション
  9. 三つの世界(KYU-BOX.mix)
  10. お願いはかせ
  11. far day
  12. ファンタジー・SF・ギャグ
  13. ネットで叩いてやる!（特撮とのコラボ）
5. モンドダイヤ（2003年9月9日）
  1. 新開地から
  2. あなたのため あたしのためのうた
  3. 寂寥
  4. キュービック
  5. おまえらみんな変態
  6. 東洋の脳ミソ
  7. 入会しました
  8. ティーンエイジ・ストーリー
  9. イライラ
  10. つながり
  11. 崩れない迷路
  12. Requlity on the shatt
  13. 祝祭日

#### コンピレーション・アルバム
1. Rolling Boys & Girls（2007年9月12日一般発売）
  1. ファンタジー・SF・ギャグ
  2. コドモそんぐ
  3. どどむ節
  4. ジャズ喫茶
  5. ベイベ
  6. タンケン九ちゃん
  7. ロック魂
  8. 緊張の夏
  9. マイエンジェル
  10. 目がハート
  11. 失礼しましたプロポーズ
  12. 遊びに夢中な夜に
  13. エレガール'06
2. ニコニコ~シングルコレクション~（2011年8月9日）
  1. ニコニコ
  2. ジャズ喫茶
  3. パパパラブロマンス
  4. Comic-Garde
  5. 失礼しましたプロポーズ
  6. アングラ午後Tea（Inst）
  7. 金メダリスト
  8. Element Lince
  9. ベイベ
  10. ロイヤル一族（Inst）
  11. きれいじゃない
  12. Requlity On The Shatt（Inst）
  13. 三つの世界
  14. コドモそんぐ

### シングル
1. パパパラブロマンス（1999年8月21日）
  1. パパパラブロマンス
  2. コドモそんぐ
  3. Element Lince
2. 三つの世界（1999年10月21日）
  1. 三つの世界
  2. ジャズ喫茶
  3. ベイベ
3. Requlity on the shatt（1999年12月21日）
  1. Requlity on the shatt
  2. ロイヤル一族
  3. アングラ午後Tea
4. 失礼しましたプロポーズ（2000年8月21日）
  1. 失礼しましたプロポーズ
  2. きれいじゃない
  3. comic garde（コミックギャルド）
5. MIRAGE（2007年9月12日一般発売）
  1. Slow & Quick
  2. MIRAGE
  3. Child's ROI

### ビデオ
1. ドッキュンバッ九年（2000年5月31日）
2. Mondo Daiya Mondo（2003年10月10日）

### 参加作品
- GO-GUY!!（1998年12月21日）
- 20世紀の終りに（2000年10月25日）
- 対自核（大槻ケンヂソロ自己カヴァー集）
- 死神ゴードン（ハイテクノロジースーサイドカヴァー）